# Can Vilagut
Can Vilagut és una obra de Molins de Rei (Baix Llobregat) inclosa a l'Inventari del Patrimoni Arquitectònic de Catalunya.

## Descripció
Masia de planta rectangular i coberta a dues vessants que aboca les aigües a la façana principal i queda tancada per un pati. Està formada per planta baixa i dos pisos. La planta baixa té dues finestres amb reixes i al mig la porta amb marc de pedra, on figura la data del 1867. El primer pis comprèn un balcó i dues finestres, i al segon pis hi ha les golfes. Al mig de la façana hi ha un rellotge de sol amb la data del 1768. A la cara de ponent del mas hi ha adossat un altre mas, petit, que és la casa dels masovers.

## Història
El 4 de juliol de 1368, Pere III feu un decret a favor de Berenguer Relat, que ja era senyor de la vila de Molins de Rei, transformant la fortalesa de Ciuró en castell termenat, incloent-hi la vila de Molins de Rei, els masos de Ramon-ça-Torre (Can Vilagut) i el de Bernat Bofill (Can Bofill). A partir d'aquí, aquest mas ja apareix de forma continuada a la vila de Molins de Rei.